# Louis Coppens
Louis Coppens, né à Gand le 5 février 1799 et mort à Gand le 7 novembre 1836, est un homme politique belge.

## Fonctions et mandats
- Commissaire du district de Gand
- Membre du Congrès national : -1831

## Sources
- Carl BEYAERT, Biographies des membres du Congrès national, Brussel, 1930, p. 44
- Oscar COOMANS DE BRACHÈNE, État présent de la noblesse belge. Anuaire de 1986, Brussel, 1986

- COPPENS Louis (1799-1836)